# 恩坎普门特 (怀俄明州)
恩坎普门特（英語：Grand Encampment），是美国怀俄明州卡本县（Carbon）下属的一座城市。该市的人口在2000年为443人，2010年有450，2011年则估计有446人。